# Guillem Morales
Guillem Morales (Barcelona, 1975) és un director de cinema català. Estudià història de l'art i va debutar com a director el 1999 amb el curtmetratge Back Room, de temàtica LGBTI que fou nominat al Goya al millor curtmetratge de ficció i va guanyar premis als festivals de Medina, Màlaga, Estocolm, Alcalá de Henares, Dresde i al Barcelona Curt Ficcions. Després de rodar diversos curtmetratges, el 2004 va dirigir el seu primer llargmetratge, L'habitant incert, pel·lícula de terror per la que fou nominat al Goya al millor director novell i que va guanyar el premi a la millor actriu al Festival Internacional de Cinema Fantàstic de Sitges. El 2010 va dirigir el segon llargmetratge, Els ulls de la Júlia, que fou nominada als Fotogramas de Plata, al Goya a la millor actriu i a onze Premis Gaudí.
Després s'ha dedicat a les sèries de televisió per la BBC. Va dirigir els episodis "La Couchette", "The 12 Days of Christine" (2015), "Private View" (2017), "Diddle Diddle Dumpling " (2017), "The Riddle of the Sphinx" (2017), i "The Bill" (2017) de la sèrie Inside No. 9, i les minisèries Decline and Fall (2017) basada en la novel·la d'Evelyn Waugh i The Miniaturist (2017).